# 诺和木勒站
诺和木勒站（蒙古语：ᠨᠡᠬᠡᠮᠡᠯ）是呼和浩特地铁2号线的地铁车站，位于中华人民共和国内蒙古自治区呼和浩特市赛罕区人民路街道与玉泉区石东路街道交界锡林郭勒南路与鄂尔多斯大街交叉口地下，2020年10月1日開通运营。

## 车站命名
车站所处鄂尔多斯大街路段原为诺和木勒大街，“诺和木勒”在蒙语中为“纺织”的意思，诺和木勒大街曾是呼和浩特市毛纺中心，纺织一条街。后诺和木勒大街已并入鄂尔多斯大街，车站周边目前以商业场所为主，并无明显地标建筑，故车站命名为诺和木勒站。

## 车站结构
诺和木勒站位于锡林郭勒南路与鄂尔多斯大街交叉口，沿锡林郭勒南路呈南北向布置，为地下两层岛式车站，车站北侧设有单渡线。
| 地面              | 出入口 | A-D出入口 |
| 地下一层          | 站厅   | 客服中心、自动售票机、验票机                                                                                      |
| 地下二层          | 站台层 | \| \| \| █ 2号线往塔利东路（大学西街） \| \| 島式 · 開左邊车门 \| \| \| \| \| \| █ 2号线往阿尔山路（水上公园） \| |
|                   |        | █ 2号线往塔利东路（大学西街）                                                                                     |
| 島式 · 開左邊车门 |        | |
|                   |        | █ 2号线往阿尔山路（水上公园）                                                                                     |

## 车站出口
诺和木勒站共设4个出口，另有1个出入口直接连接至商业体内，各出口及周围设施如下所示：
| 出口编号            | 照片 | 地点                 | 可到达目的地                       |
| ------------------- | ---- | -------------------- | ---------------------------------- |
| A · 出口            |      | 锡林郭勒南路（东侧） | 山丹大厦                           |
| B · 出口 · （设有） |      | 锡林郭勒南路（东侧） | 金宇广场、呼和浩特市赛罕区第二医院 |
| C · 出口            |      | 锡林郭勒南路（西侧） | 凯德广场·诺和木勒                  |
| D · 出口            |      | 锡林郭勒南路（西侧） | 内蒙古电力科学研究院               |
| 图例： 设有         |      |                      |                                    |

## 接驳交通

### 公交车
- 凯德MALL：98路、夜间2号线
- 凯德广场：26路、38路、53路、57路、59路、62路、70路、71路、79路、81路、83路、98路、201路、K2路

## 历史
- 2020年10月1日，本站随2号线通车一同开通[1]。
- 2021年1月9日，本站与凯德广场地下连接口开通[3]。